# 玄天上帝

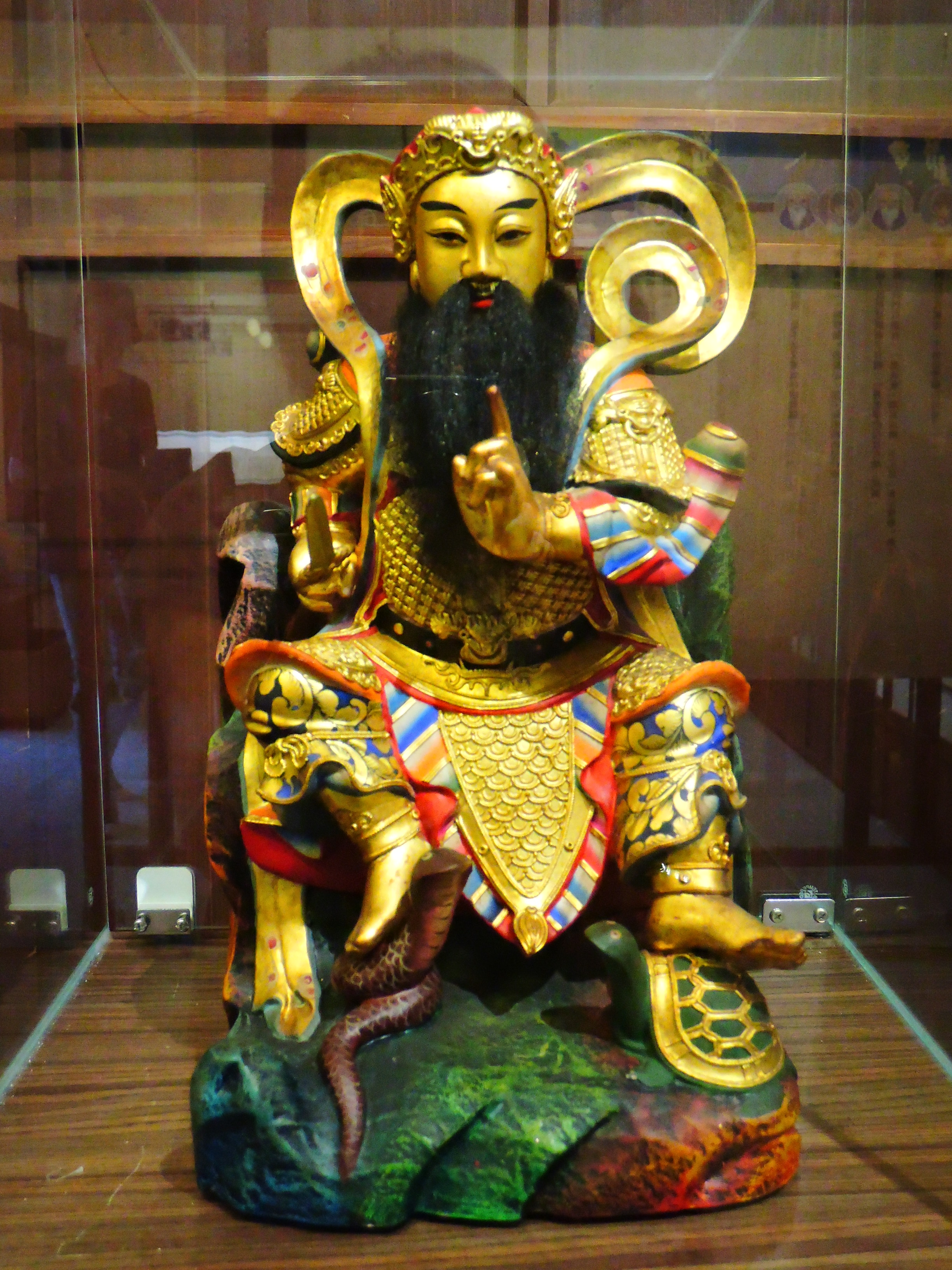
玄天上帝塑像（又稱真武大帝）

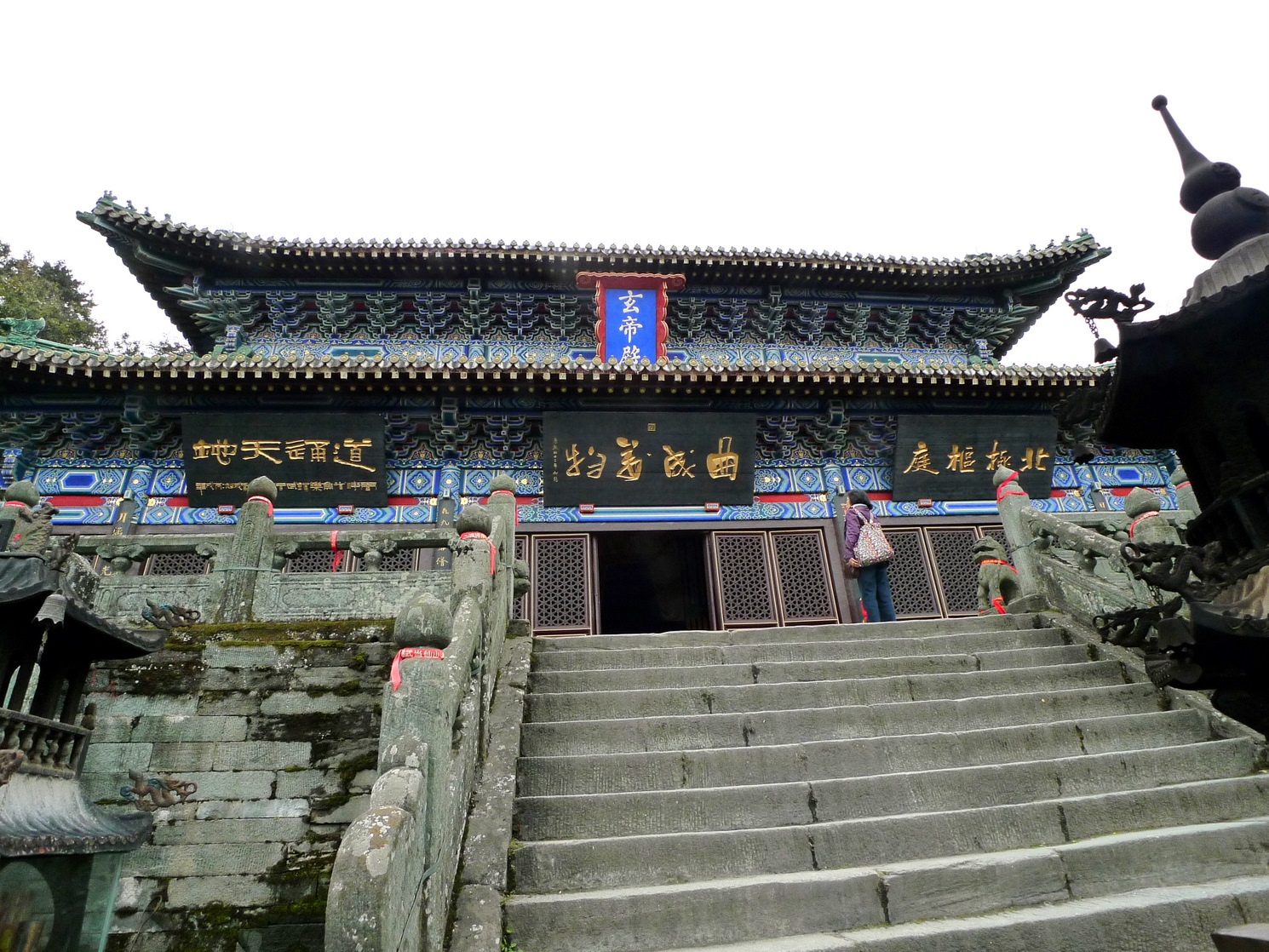
湖北武当山玄帝殿

玄天上帝，本稱玄武大帝，宋真宗大中祥符五年（1012年），为避讳宋圣祖赵玄朗之名而改称为真武。通稱北極玄天上帝。常被簡稱為玄帝、北帝、黑帝、真武大帝。其又有玄武神、真武神、元武神、玄武大帝、元天上帝、開天大帝、北極大帝、北極佑聖真君、佑聖真君、蕩魔天尊等稱；俗稱上帝公、上帝爺公、上帝爺、帝爺、帝爺公等。其象徵二十八宿中的北宮玄武，為統理北方之道教大神，北方在五行之中屬水，能統領所有水族與水上事物（故兼海神），因北方在五色中屬於黑色，又稱水黑帝。玄天上帝亦是明朝鎮邦護國之神、降妖伏魔之神、戰神。

## 誕辰

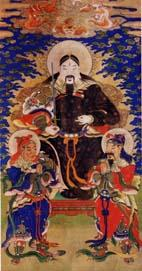
玄天上帝肖像圖

玄天上帝誕於專門用來消災解厄的上巳節農曆三月初三，一如其他神明的誕辰，善信均帶備線香、火燭、紙錢、供品祭拜，以祈消災解難，平平安安。其中以武當山進香朝拜為最盛，其他各地的賀誕活動亦壯觀非常。

## 由來與信仰屬性

### 水神說
《佑聖咒》稱玄天上帝是「太陰化生，水位之精。虛危上應，龜蛇合形。周行六合，威懾萬靈」。
因此，北帝屬水，當能治水降火，解除水火之患。明代宮內多建真武廟就為祈免水火之災。北帝鎮攝龜精蟒靈於腳下的功勞，又被元始天尊封其為「玄天上帝」。

### 戰神說
玄天上帝赤足仗劍，狀貌威武，是著名的武神、戰神，元明以來，咸視其為保佑武運的大神。許多征戰，舉事者皆宣稱得到玄天上帝之庇佑，一如佛門的毗沙門天一般。

###### 庇佑明朝諸帝
傳說朱元璋與陳友諒交兵落敗遁入武當山，藏身真武廟內躲避追兵。被朱元璋扯破的蜘蛛網，在他進入藏身後，竟又自行癒合如舊，得以騙過追兵耳目，平安脫險。 因此，朱元璋登基後，立即下旨改建廟宇，重塑神像，獻上「北極殿」匾額，封真武大帝為玄天上帝，從此明朝各帝均奉玄天上帝為護國神祇，民間則尊之為北極玄天上帝。
明成祖朱棣崇奉真武，曾宣稱靖難起兵得勝乃真武相佑，朱棣更自詡為真武化身，御用的監、司、局、廠、庫等衙門中，都建有真武廟，供奉真武大帝像，稱之為「鎮邦之神」。

### 星宿說
關於玄天上帝是何星宿之人格化，或說玄武七宿，或說玄武七宿中之斗宿，或說北斗七星，或說北極紫微星，甚至將其中或一或二或三種混為一談。如是異說，不一而足。以下逐一分辨：

#### 玄武七宿
所謂玄武，最初原本指的是龜，因為北方七宿排列的形狀就像一隻龜，所以北方七宿就稱為玄武。到了漢代，出現螣蛇纏繞玄武的圖騰，說玄武七宿之下另有螣蛇星，但其實螣蛇星只是玄武七宿中的室宿裡的一個星官而已。不過螣蛇纏繞玄武的印象卻已深植人心。最晚到唐朝，龜蛇合體的玄武已經形成了。
玄武七宿的人格化，在春秋時代已經開始形成。不可諱言，玄天上帝在唐朝第一次被正式冊封為玄武大帝，顯然祂最初是由玄武七宿人格化而來。乃至後來一足踏龜、一足踏蛇的形像，都是標誌著玄武七宿螣蛇纏繞玄武的圖騰象徵。

#### 北斗七星
然而，在後來的發展中，玄天上帝逐漸發展成了北斗七星的人格化，而且儼然成了主流。比如手持七星寶劍，即是北斗七星的象徵。
玄天上帝為北極四聖之一，又號稱「北極鎮天」。而北斗七星，亦名「北極七星」。如《北斗七星護摩祕要儀軌》：「我今為末世薄福眾生故，說是北極七星供養護摩儀則。」又如《太上玄靈北斗本命延生真經》：「自認北極本命所屬星君，隨心禱祝。」而《北極七元紫庭秘訣》則稱北斗七星為「北極靈殿七元真君」，其他諸經中也多有此例，稱北斗七星為「北極」。
諸星君中，除北極帝星、紫微星及北極四聖之外，唯有北斗七星被冠以「北極」的稱號，連玄武七宿都沒有被稱為「北極」過。這正表明了玄天上帝已從玄武七宿過度到北斗七星的人格化。

#### 北極星
由於玄天上帝有著「北極鎮天」的尊號，所以常被認為祂是北極星的人格化。然而「北極」和「北極星」並不是一樣的概念。
一般所說的「北極」，除了北極地區、地理北極、地磁北極之外，亦有星象的「北極」，星象北極有三個意思：
1. 「天中」，也就是紫微星垣一帶的區域。
2. 紫微星垣中的一個星官名，由五顆星所組成：太子、帝、庶子、後宮、天樞。
3. 北極星，是指最靠近天北極的那一顆星。但由於歲差位移的問題，北極星並不是固定的一顆星。比如大約在西周時期，那時的北極星是北極星官中的第二顆星：帝星。最晚約在隋唐時期，北極星就已經變成紫微星了，直到現在。

紫微星和帝星，都在紫微星垣的中間。北斗七星在紫微星垣之內，環繞著天北極，也等於環繞著紫微星和帝星。因為它是在天中北極的區域以內，所以能夠被稱為「北極七星」；而二十八宿則環列在紫微星垣之外，所以玄武七宿不能被稱為「北極」。

#### 斗宿
有人會誤將玄武七宿中的斗宿與北斗七星混為一談，但所謂「宿」，是由許多「星官」組成的，每一個星官都是一組星群，如同西洋的星座。
斗宿是一個宿，它有十個星官，總共五十二顆星。其中有一個星官名為「斗」，但它只有六顆星。事實上，「斗」是南斗六星，而非北斗七星。北斗七星亦是一組星官，但它是屬於紫微星垣裡的星官，不在二十八宿裡面。
玄天上帝和玄武七宿有關，和斗宿或名為斗的南斗六星有關，但與北斗七星無關。

### 太子說
據《洞冥寶記引真武報恩經》及《神仙通鑒》，則謂：「玄武帝乃淨樂國王之嫡子，其母善勝天后，入懷而有娠，誕降之期，正應虛危之宿，生有奇表，穎慧非常。國王后僅生帝一人，正位青宮，備極鍾愛。帝於問寢侍膳之餘，每念父母深恩，非常常服勞所能報答，遂捨青宮之貴，而入武當之山，踐形鍊氣。」

##### 北帝廟四大護法
- 玄關帝廟，四大護法元帥是康、殷、馬、趙，康席手持瓜鎚、殷郊手執有三義的大玲、馬靈耀身穿金甲背五峰，右手持方天㦸，左手持金磚，三眼白臉與趙公明身穿金甲背五峰，黑臉怒目，手執竹節鐧。
- 玄關二帝廟，四大護法元帥是王天君三眼耀天地，身披金甲顯靈威。
- 灣仔北帝廟，四大護法元帥是康、溫、馬、趙，康席手持武器、溫瓊手執玉環、馬靈耀手拿金磚與趙朗手持竹節鐧。

###### 護法神獸
相傳除了龜蛇二將之外，玄天上帝修行於武當山時，首先棲隱於太子巖處修練，其修練期間，晨有靈鴉報曉，旁有黑虎護衛。世傳『烏鴉喙赤，見之者昌；黑虎驅奸，逆之者殃。』黑虎大將軍為武當山護國鎮山之神聖，一般玄天上帝廟亦大都有奉祀『黑虎將軍』於神桌下，俱有驅除癘疫及鎮護廟堂之功用。
農曆六月初六日，為黑虎將軍之聖誕日。

## 聖號

### 道藏
明代《萬曆續道藏》中記載《玄天上帝百字聖號》 「混元六天 傳法教主 修真悟道 濟度群迷 普惠眾生 消除災障 八十二化 三教祖師 大慈大悲 救苦救難 三元都總管 九天遊奕使 左天罡北極 右垣大將軍 鎮天助順 真武靈應 福德衍慶 仁慈正烈 協運真君 治世福神 玉虛師相 玄天上帝 金闕化身 蕩魔天尊」。

### 歷代加封
宋真宗為避聖祖趙玄朗之諱，改玄武為真武。宋徽宗、宋欽宗屢有加封。明成祖起於北方燕京，自認得神相助，方有天下，故加封最力。
網路上盛傳真武大帝降終南山、宋太宗封為翊聖將軍之傳言，實屬誤傳。降終南山、封為翊聖將軍者，是黑煞將軍，與真武大帝同為北極四聖之一，非真武大帝。《楊文公談苑》:「開寶中，有神降於終南山，……言：『我天之尊神，號黑煞將軍，與真武、天蓬等列為天之大将。』太宗即位，築宮終南山陰。太平興國六年，封翊聖將軍。」已言明此翊聖黑煞將軍並非真武大帝。天蓬、天猷、翊聖、佑聖（真武），合稱北極四聖。
- 宋真宗封真武將軍為「鎮天真武靈應祐聖真君」
- 宋仁宗加號「北極右垣鎮天真武靈應真君」
- 宋徽宗加號「佑聖真武靈應真君」
- 宋欽宗加號「佑聖助順真武靈應真君」
- 宋寧宗加號「北極佑聖助順真武靈應福德真君」
- 宋理宗加號「北極佑聖助順真武福德衍慶仁濟正烈真君」
- 元成宗加號「元聖仁威玄天上帝」
- 明太祖加號「玄天上帝」，復封「真武蕩魔天尊」
- 明成祖封號「北極鎮天真武玄天上帝」

## 廟宇
崇拜玄天上帝的廟宇常使用真武廟、玉虛宮、玄天宮、北極殿、北帝廟等名稱，當中又以湖北武當山上的真武廟為最著名之聖地，廣東珠江三角洲一帶、閩南、台灣多所建廟。

### 中國大陸北帝信仰
在宋、元開始陸續修建真武廟，當中武當山、宋代的建康（今南京）、臨安（今杭州）以及明代的南京、北京等地區大量、大規模地修築真武廟，寓意深刻，終成為祭拜玄天上帝的三大中心之一。

##### 北京

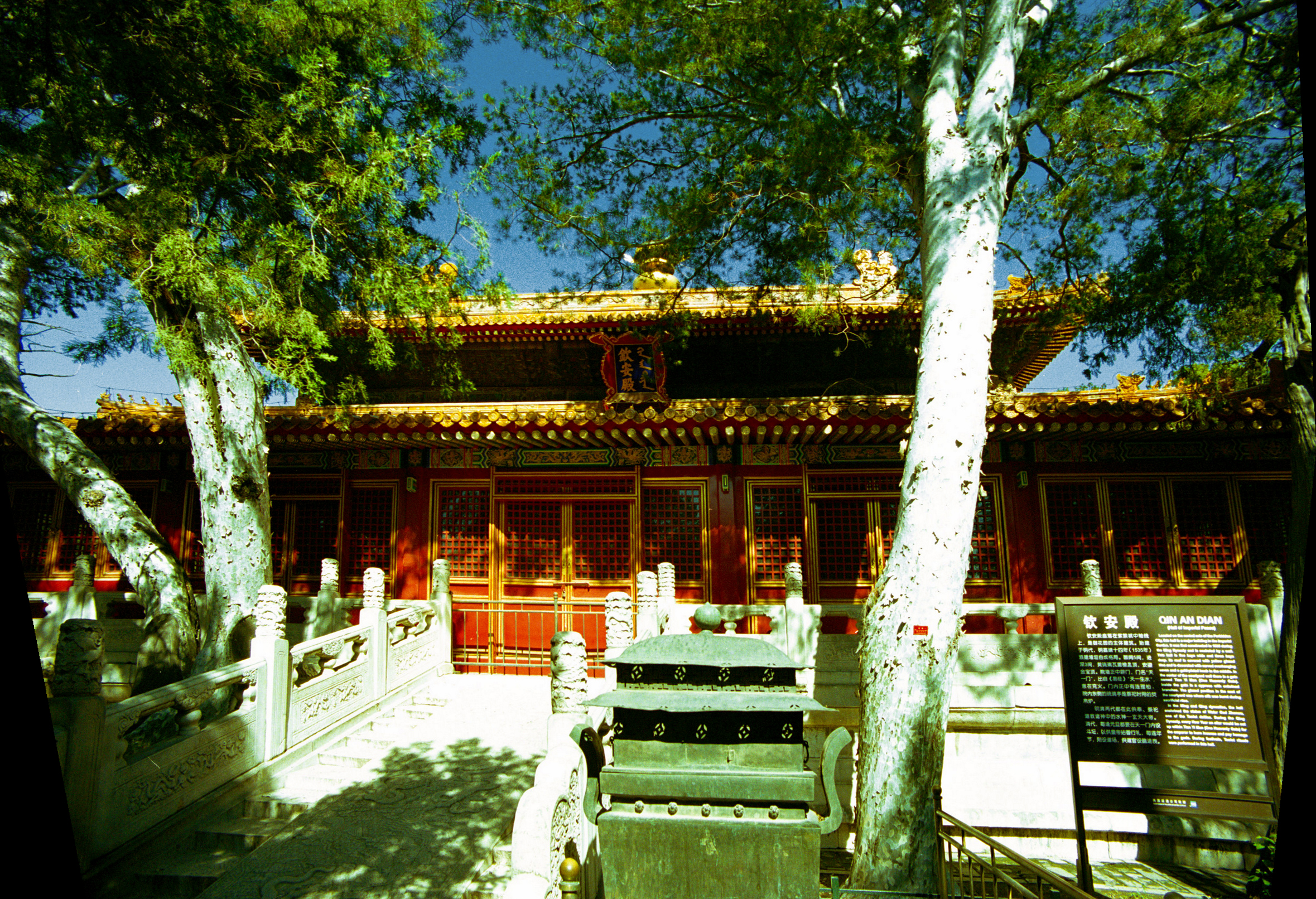
2007年的钦安殿，殿前已加盖五间抱厦

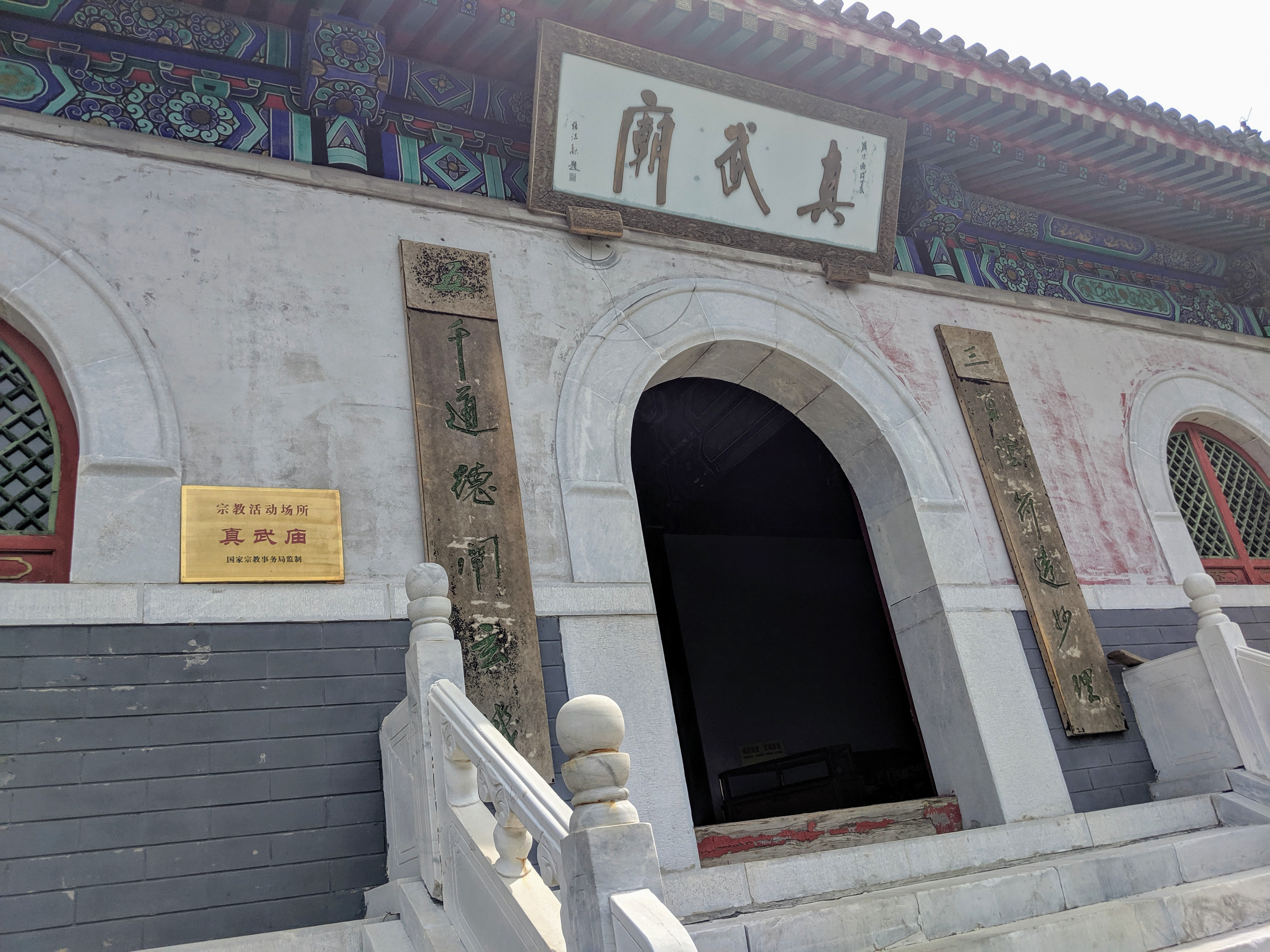
圣莲山真武庙

- 真武廟 (北京玉缽胡同)，位於北京市西城區玉缽胡同，今不存在
- 上英水真武廟，位於北京市房山區佛子莊鄉，北京市房山區普查登記文物
- 聖蓮山真武廟，位於北京市房山區史家營鄉
- 元聖宮，位於北京市顺义区牛栏山镇（今牛栏山地区）东门外向北的一座道教寺院。

##### 河北
- 深澤真武廟，位於河北省石家莊市深澤縣，河北省文物保護單位
- 蔚州真武廟，位於河北省張家口市蔚縣，河北省文物保護單位

##### 新疆
文昌閣真武廟，位于於新疆維吾爾自治區烏魯木齊市天山區的文昌閣。

##### 山西
- 河津真武廟，位於山西省運城市河津市，山西省文物保護單位
- 柳林玉虛宮，位於山西省呂梁市柳林縣柳林鎮青龍村寶寧山，是山西省文物保護單位
- 真武祠，位於山西省臨汾市汾西縣姑射山
- 玄帝廟，位於山西省運城市河津市樊村鎮樊村

##### 山東
- 北極閣，位於山東省濟南市天下第一泉風景區，又名真武廟，亦稱北極廟，是濟南天下第一泉風景區大明湖景區重要古蹟之一，也是濟南市現存最大的道教廟宇。
- 汶西真武廟，位於山東省成武縣汶上集鎮，山東省文物保護單位

##### 江蘇
- 真武廟大殿，位於江蘇省揚州市江都區小紀鎮，江蘇省文物保護單位。

##### 安徽
- 玉虚宫 (齐云山)，是位於中國安徽省黃山市休寧縣齊雲山鎮齊雲山紫霄崖下的一座道觀，坐南朝北，建於明正德十年（1515）。

##### 湖北

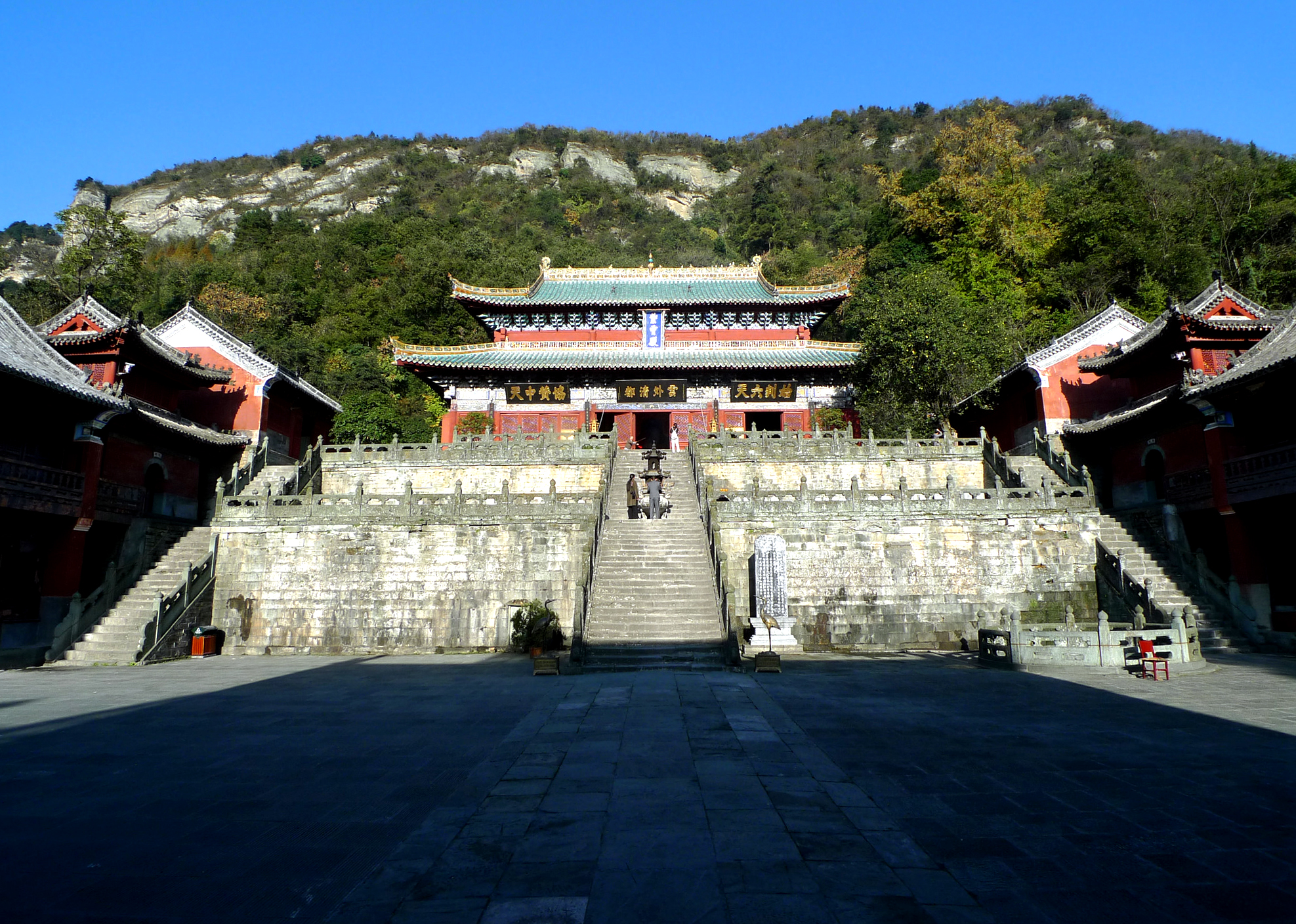
紫霄宮

- 武當山紫霄宮，是中國道教名山武當山中的主要道教建築之一，位於湖北十堰市丹江口市境內的武當山。
- 武當山南岩宮，位於湖北省武当山南岩坡，1996年被列为第四批全国重点文物保护单位。

##### 福建
- 安海霁云殿位于晋江市安海镇。
- 法石真武廟位於中國福建省泉州市豐澤區東海街道法石社區。

##### 汕尾
- 元山寺，位於陸豐市碣石鎮玄武山，2001年被列為第五批全國重點文物保護單位。

##### 惠州北帝廟
- 元妙古觀，是著名道觀，坐落在惠州西湖北畔，始建於唐開元十九年（731），初號「朝元」，擴建於唐天寶七年（748），改為「開元」，距今已歷1287年。

##### 广州的真武廟
- 仁威廟，坐落於廣州龍津西路仁威廟前街，舊泮塘鄉內，初建時稱北帝廟。
- 東山寺，東山 (廣州)得名於東山寺，坐落於廣州市地鐵東山口站附近的地區。
- 楊箕玉虛宮，位於廣州市越秀區楊箕村泰興直街60號，是一座道教宮觀。

##### 佛山
- 佛山祖廟位於中國廣東省佛山市祖庙路21号，同時也是一座博物館。佛山祖廟始建于宋元豐年間（1078-1085 年），毀於元末。明洪武五年(1372年)，鄉老趙仲修等重修廟宇。
- 外村真武廟，位於廣東省佛山市順德區容桂鎮，佛山市文物保護單位。

##### 肇慶
- 北帝廟 (平鳳鎮舊村)，位於廣東省肇慶市平鳳鎮舊村，封開縣文物保護單位。

##### 清遠
- 金山祖庙，位於廣東省清遠市英德市大灣鎮，英德市文物保護單位。

##### 雲浮
- 羅定白廟，位於中國廣東省雲浮市羅定市附城鎮同仁。

##### 重慶
- 涂山寺，位於重庆南岸区就有一座万余平方米的寺庙。

##### 雲南
- 真庆观，位於中國雲南省昆明市盤龍區拓東路82號，占地2.13公頃，其古建築群是昆明市區現存占地面積最大，保存明清兩代建築較多、較完整的古建築群。

- 太和宫金殿，又名銅瓦寺，明萬曆三十年（1602年）開始修建，明崇禎十年（1637年）被移至雞足山，後在清康熙十年（1671年）重鑄。

### 香港北帝信仰

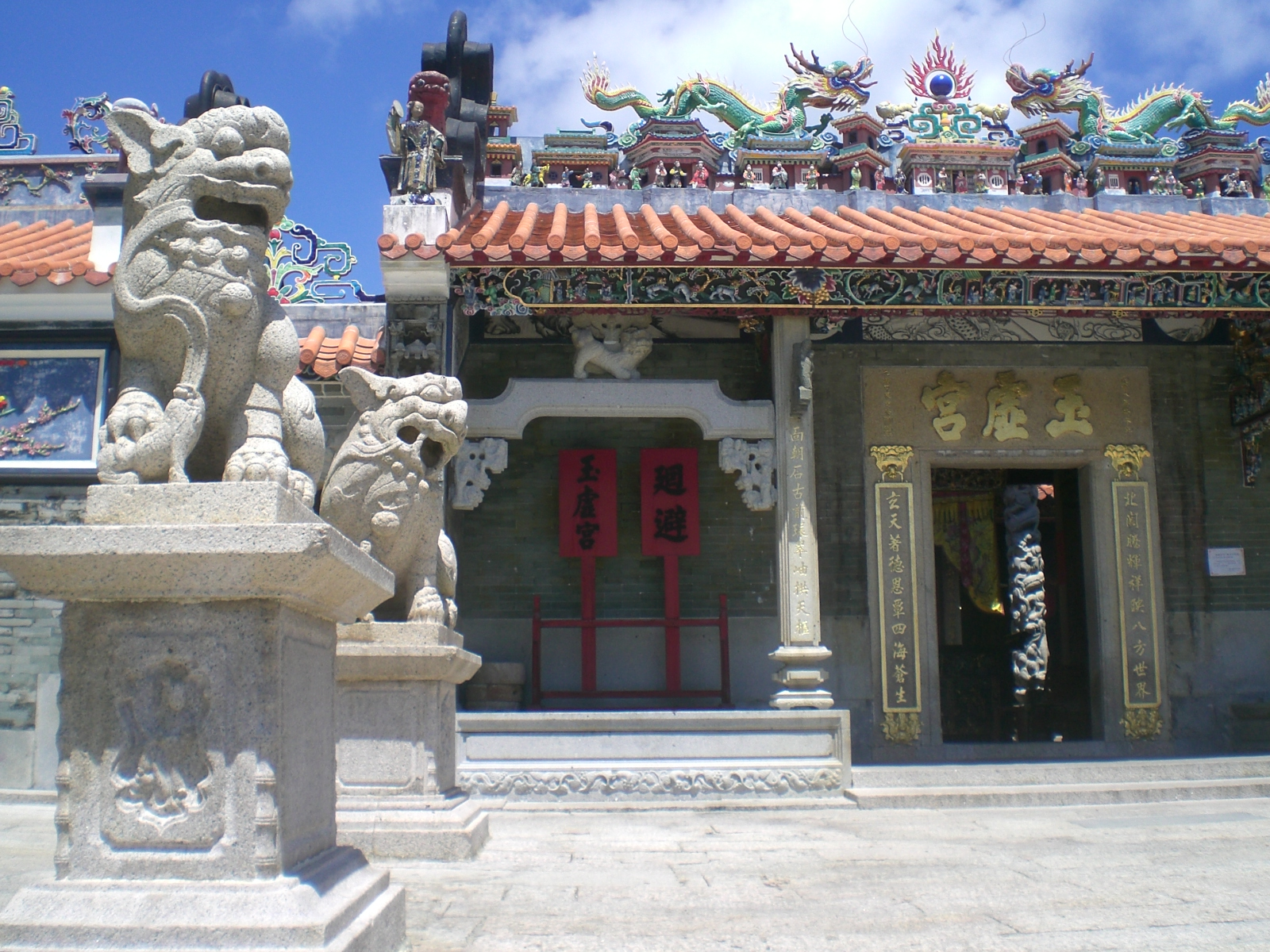
長洲玉虛宮（正門）

新界與離島的各鄉宗族，會在大時大節一齊拜祭北帝。現時，較為著名的有長洲玉虛宮、大嶼山的梅窩北帝宮、元朗流浮山輞井圍玄關帝廟、元朗舊墟西邊圍玄關二帝廟、元朗八鄉元崗村眾聖宮、粉嶺三聖宮（彭族主廟）與清水灣上洋村北帝廟。

###### 離島

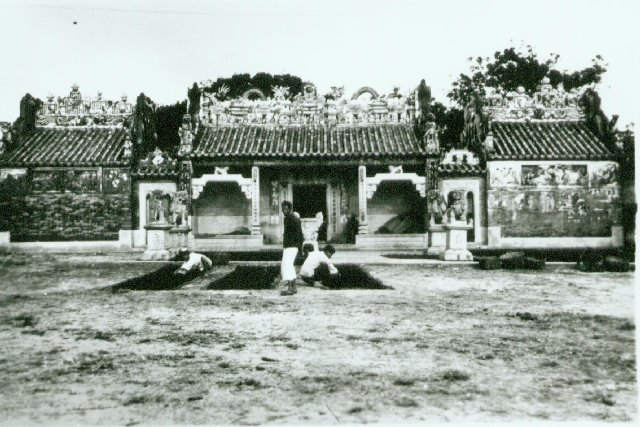
1930年代香港長洲北帝廟

- 長洲玉虛宮，位於長洲北社街，長洲最早為原籍惠州、潮州及廣州的漁民聚居地。他們信奉神明庇蔭，使舟楫平安。北帝是海神，即漁民的守護神。每年的農曆三月初三，是北帝誕，善信均虔誠敬拜，祈求合境平安。該廟善信皆為島上水陸居民，香火最盛時期為北帝誕及於農曆四月舉行的包山節期間。長洲的太平清醮，原為酬謝保境安民的玄天上帝神恩，習俗相沿歷史悠久。醮場設於東灣及北帝廟前廣場。節目包括打醮、神功戲、搶包山及會景巡遊等項目，是長洲居民及旅遊人士一年一度的盛事。[2][3]

###### 新界

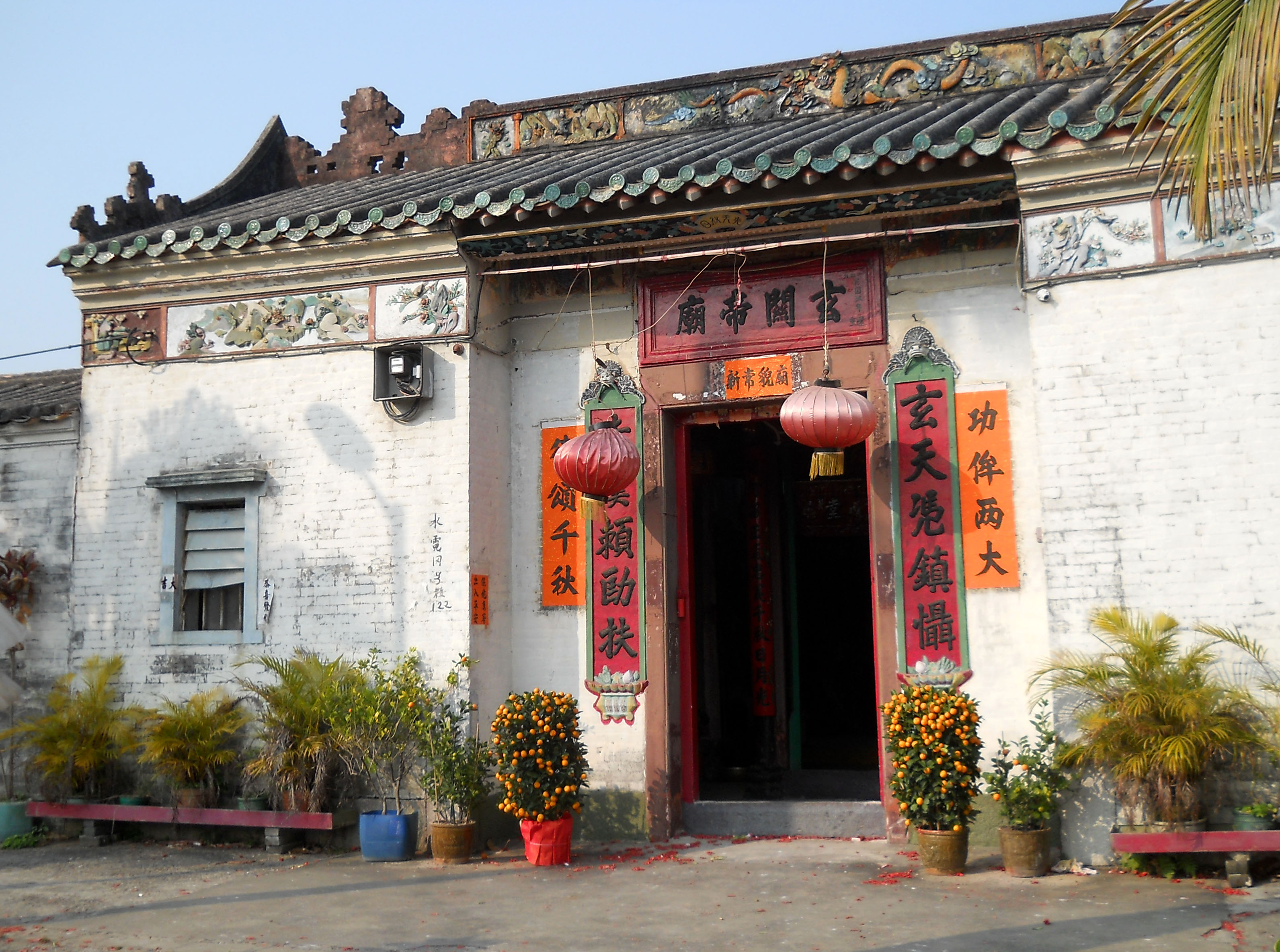
玄關帝廟

- 元朗流浮山屏山北輞井圍玄關帝廟，位於元朗流浮山屏山北輞井圍，為一級歷史建築。
- 元朗舊墟西邊圍玄關二帝廟，位於元朗舊墟長盛街，為一級歷史建築。
- 清水灣上洋村北帝廟，位於新界西貢坑口清水灣道上洋村225約216號地段。主要供奉北帝，配祀觀音。

###### 香港島

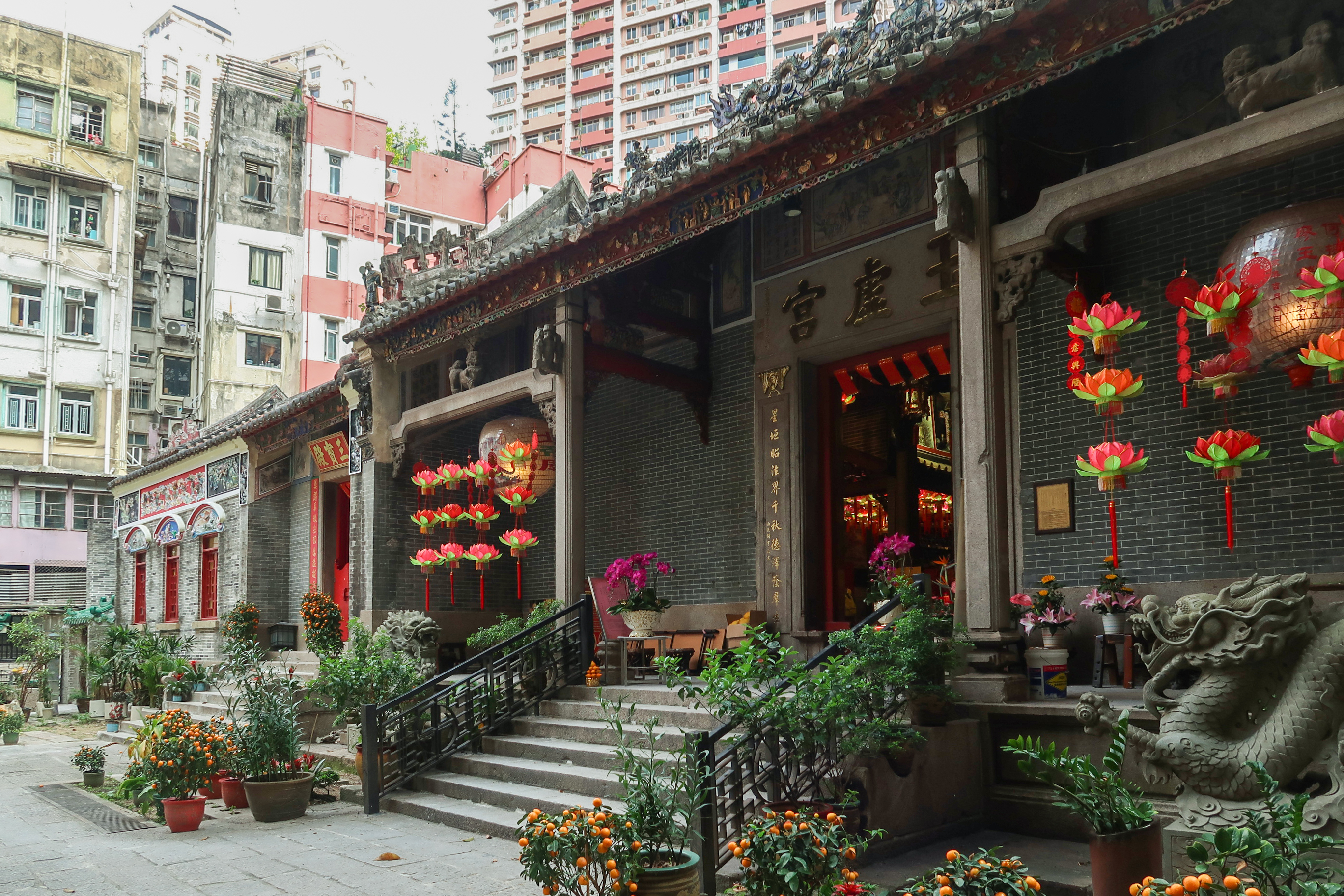
灣仔玉虛宮

- 灣仔北帝廟（又稱灣仔玉虛宮），位於灣仔隆安街2號，為香港「一級歷史建築」。玉虛宮是灣仔早期發展的重要歷史地標，主體建築歷史悠久，早於清同治元年（1862年）已開始興建，有超過150年歷史，是本地規模最大的北帝廟。玉虛宮左邊的龍母殿原為公所，右邊的三寶殿原為書院，除了尊奉道教神祇北帝，亦是用作議決公共事務，以及為鄰里提供教育的場地。玉虛宮的主體屬「兩進三開間一天井」的清代民間建築，根據古物古蹟辦事處歷史建築組館長伍志和介紹，一個金字頂建築可理解為一進，步入正門後是前進，經過梯級，進入廟內放置神龕的空間則為後進。兩進之間原有一個天井，現已被香亭覆蓋，在本地中式建築中，後進是最重要的空間，故主神北帝和大部份神像都置於後進供奉。而在玉虛前進的脊檁刻有「下環」兩字，就是灣仔早期的名稱。[2][4]
- 上環廣福義祠(百姓廟)，位於太平山太平山街40號，廟內供奉地藏王、同祀北帝。
- 上環列聖宮，位於香港荷李活道128號，廟內供奉觀音、同祀北帝。
- 石澳鶴咀村北帝廟，位於港島東南端鶴咀半島的鶴咀村內的一條近鶴咀山山腳小徑入口，廟內北帝神像其造型左腳踏龜和右腳踩蛇，廟旁邊有土地石碑神壇，重建於癸亥年十一月(1983)。

###### 九龍

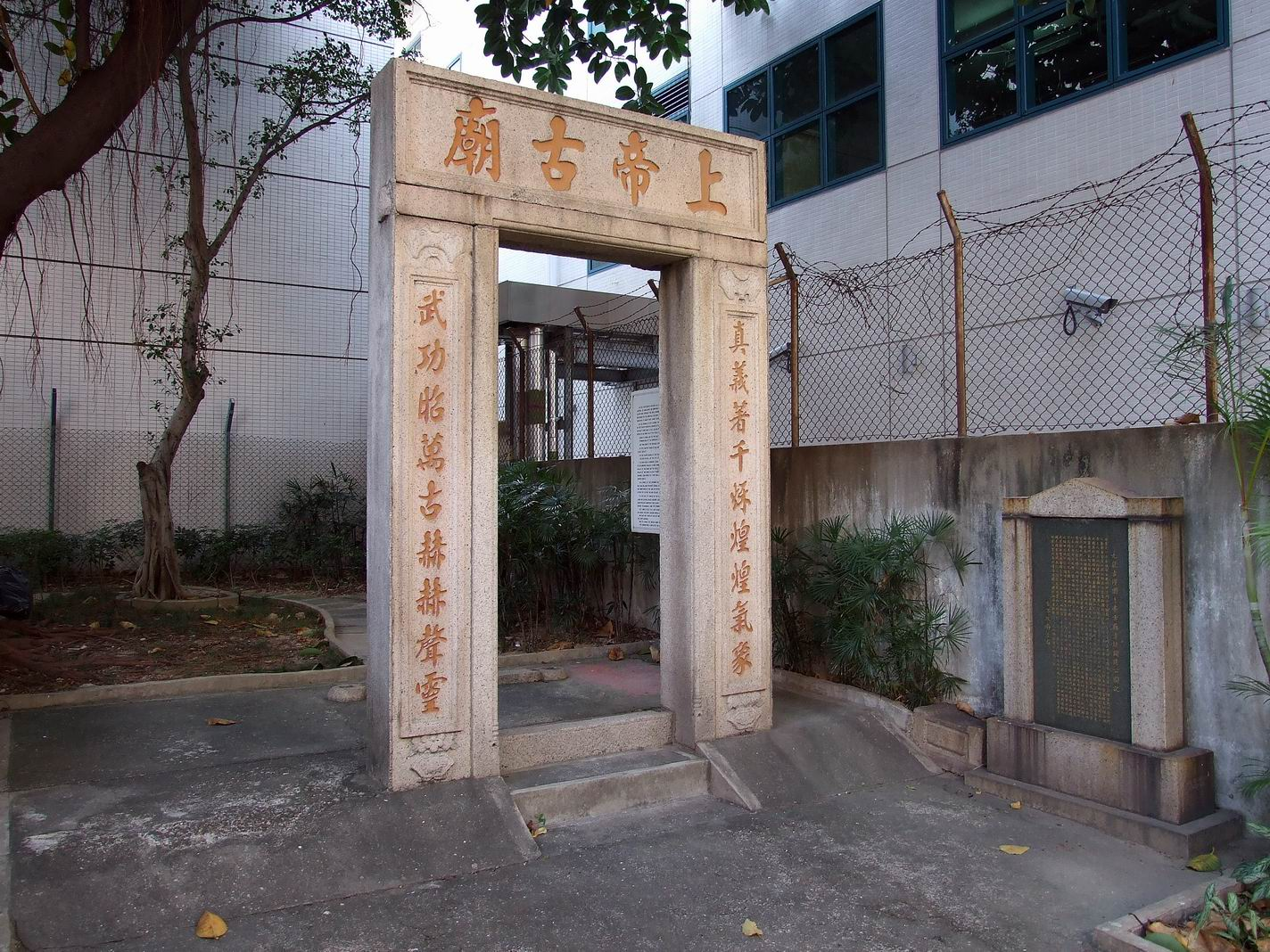
上帝古廟石門

- 九龍城露明道公園上帝古廟遺址「上帝古廟」，在香港九龍太子道聖德肋撒醫院新翼與舊翼之間公園內保存有一座石門遺蹟。門額刻有「上帝古廟」四字，門聯云「真義著千秋，煌煌氣象；武功超萬古，赫赫聲靈」，為三級歷史建築。
- 深水埗三太子及北帝廟，主殿為三太子廟，偏殿則為北帝宮，位於深水埗汝洲街198號，建於清朝光緒二十四年(1898年)。清朝光緒二十年(1894年)，當時鼠疫為患，居民於是籌建三太子廟（祭拜哪吒三太子）和北帝廟以鎮壓病邪，保佑老少平安。[2][5]
- 紅磡北帝廟（或稱鶴園角北帝古廟），位於紅磡馬頭圍道146號，原址在馬頭圍道的一個小山丘上，在清朝光緒二年(1876年)興建，在一次道路拓展工程中清拆後在1929年遷往現時的地址。原址的附近有一條街名被命名為北帝街，現時仍存在；而現址的旁邊的街道則起名北拱街意思是「受北帝拱衛的地方」。 [2][6][7][8]

##### 華人廟宇委員會直轄管理的真武廟

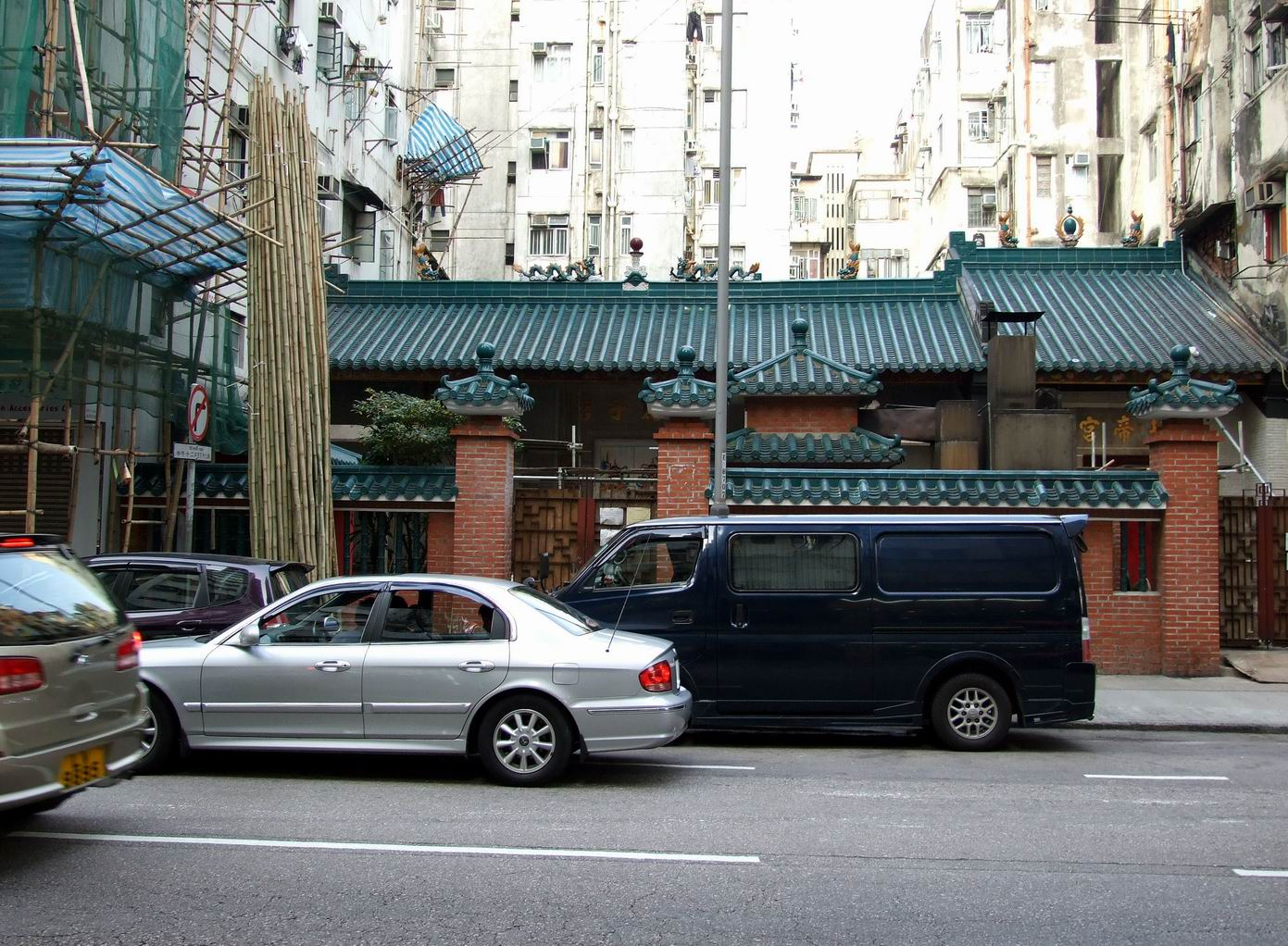
香港深水埗北帝宮

香港總共有五十所祭拜北帝的寺廟神壇場所 ，其中五所北帝廟由華人廟宇委員會直轄管理：
- 長洲玉虛宮，位於長洲北社街，在清朝乾隆十八年（1753年）建成。[2][3]
- 灣仔北帝廟（又稱灣仔玉虛宮），位於灣仔隆安街2號，為香港「一級歷史建築」。[2][4]
- 深水埗三太子及北帝廟，主殿為三太子廟，偏殿則為北帝宮，位於深水埗汝洲街198號，建於清朝光緒二十四年(1898年)。清朝光緒二十年(1894年)，當時鼠疫為患，居民於是籌建三太子廟（祭拜哪吒三太子）和北帝廟以鎮壓病邪，保佑老少平安。[2][5]
- 紅磡北帝廟（或稱鶴園角北帝古廟），位於紅磡馬頭圍道146號，原址在馬頭圍道的一個小山丘上，在清朝光緒二年(1876年)興建，在一次道路拓展工程中清拆後在1929年遷往現時的地址。原址的附近有一條街名被命名為北帝街，現時仍存在；而現址的旁邊的街道則起名北拱街意思是「受北帝拱衛的地方」。 [2][6][7][8]

##### 香港配祀北極大帝的場所

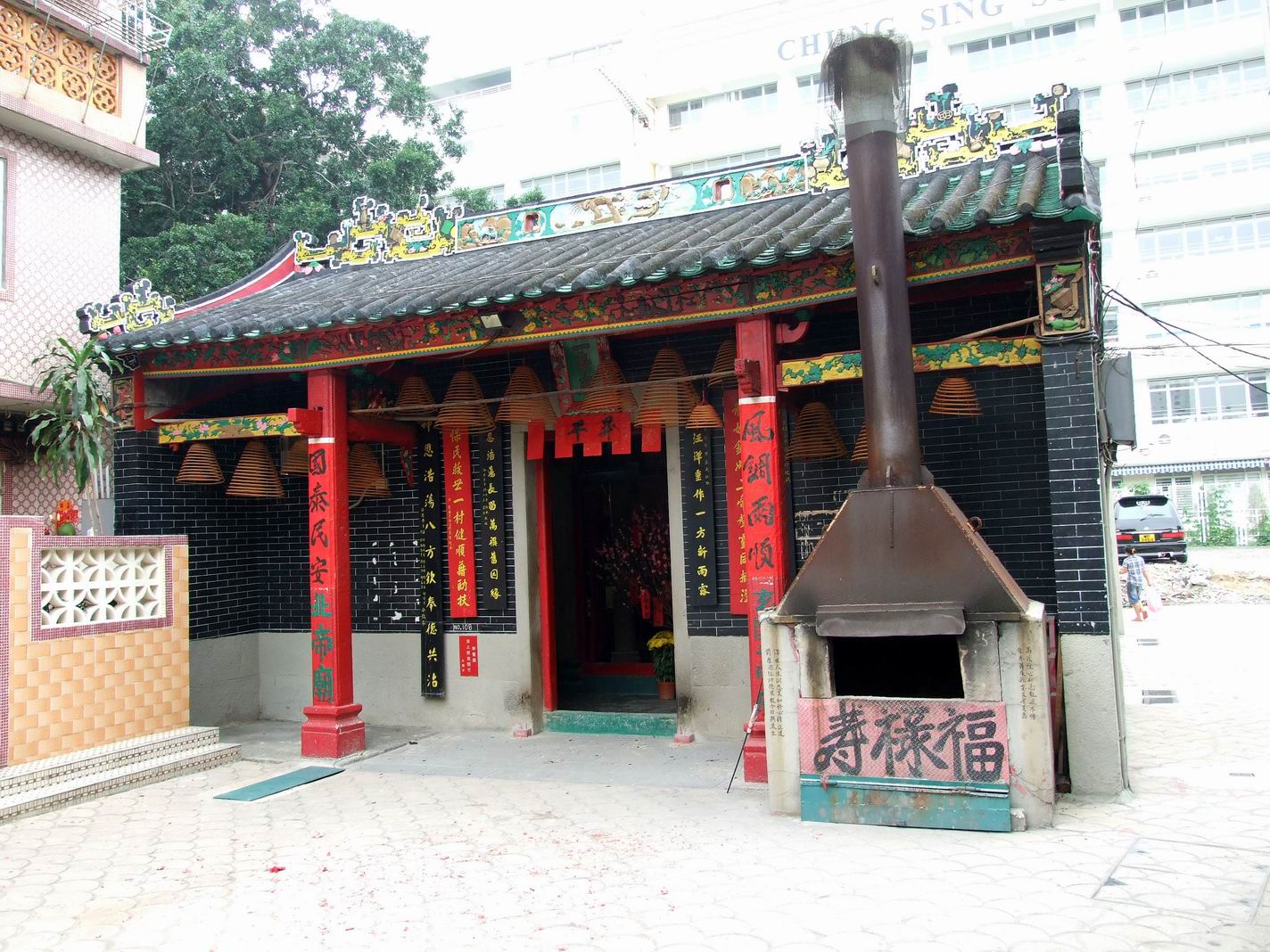
元朗舊墟玄關二帝廟

###### 離島
- 坪洲天后廟 ，位於新界坪洲露坪街盡頭，由華人廟宇委員會管理，除天后外，廟內亦供奉洪聖及財帛星君及北帝。
- 大澳楊侯古廟 ，位於大嶼山大澳寶珠潭側，現被列為香港法定古蹟。主神楊侯王，偏殿則有北帝神主牌。

###### 新界
粉嶺
- 藏霞精舍位於香港新界粉嶺的黃崗山（現粉嶺市中心），供奉觀音、呂洞賓、北帝、關羽、三清道祖、黃龍真人及孔子。

元朗
- 元朗流浮山屏山北輞井圍玄關帝廟 ，估計最少有三百幾年歷史，廟裏面有一個銅鐘，製造日期刻住清朝康熙三十二年（1693年），所以推算間廟大約建於康熙三十二年（1693年）起。1994年被評為香港一級歷史建築，2013年4月17號確定評級。
- 元朗舊墟西邊圍玄關二帝廟，位於香港新界元朗舊墟長盛街的盡頭，建成年份已不可考，估計建於清朝康熙五十三年(1714年)，廟內供奉玄天上帝及關帝，屬香港一級歷史建築。存有不少極具價值的文物。當中包括刻有「康熙甲午年」（1714年）的銅鐘，由佛山隆盛爐鑄造，和刻有「乾隆十三年」的聚寶爐。在過去三百多年間，二帝廟不僅是鄉民祈福之所，更是鄉紳聚會的地方，可見它在當地扮演者不可獲缺的角色。

屯門
- 三聖廟，位於屯門三聖墟，主祀神明：廟內供奉孔子、釋迦牟尼、老子三位聖人（三教），同祀神明供奉玉皇上帝、紫微大帝紫微殿、北帝與玄壇真君。

將軍澳
- 將軍澳坑口坑口天后廟，主殿為天后，偏殿則有北方鎮武玄天上帝神主牌，位於香港新界東將軍澳坑口田下灣村與佛頭洲村之間，面向坑口花園。

###### 港島
- 上環廣福義祠(百姓廟)，位於太平山太平山街40號，廟內供奉地藏王、同祀北帝。
- 上環列聖宮，位於香港荷李活道128號，廟內供奉觀音、同祀北帝。
- 赤柱赤柱赤柱大街赤柱天后廟，主殿為天后，並配祀北帝及殷郊。

###### 九龍
- 深水埗三太子及北帝宮，主殿為三太子廟，偏殿則為北帝宮，位於深水埗汝洲街198號，建於清朝光緒二十四年(1898年)。清朝光緒二十年(1894年)，當時鼠疫為患，居民於是籌建三太子廟（祭拜哪吒三太子）和北帝廟以鎮壓病邪，保佑老少平安。[2][5]
- 大角咀洪聖殿，又稱大角咀洪聖廟、福全街洪聖廟，是香港一座洪聖廟，位於九龍大角咀福全街58-60號，現為香港三級歷史建築。廟內主祀海神洪聖，並配祀何仙姑、觀音、女媧、包公、北帝、地藏、準提菩薩及黃大仙。
- 紅磡觀音廟是香港九龍最大規模的觀音廟，位於紅磡差館里，廟內配祀北帝神位。

#### 澳門玄天上帝廟

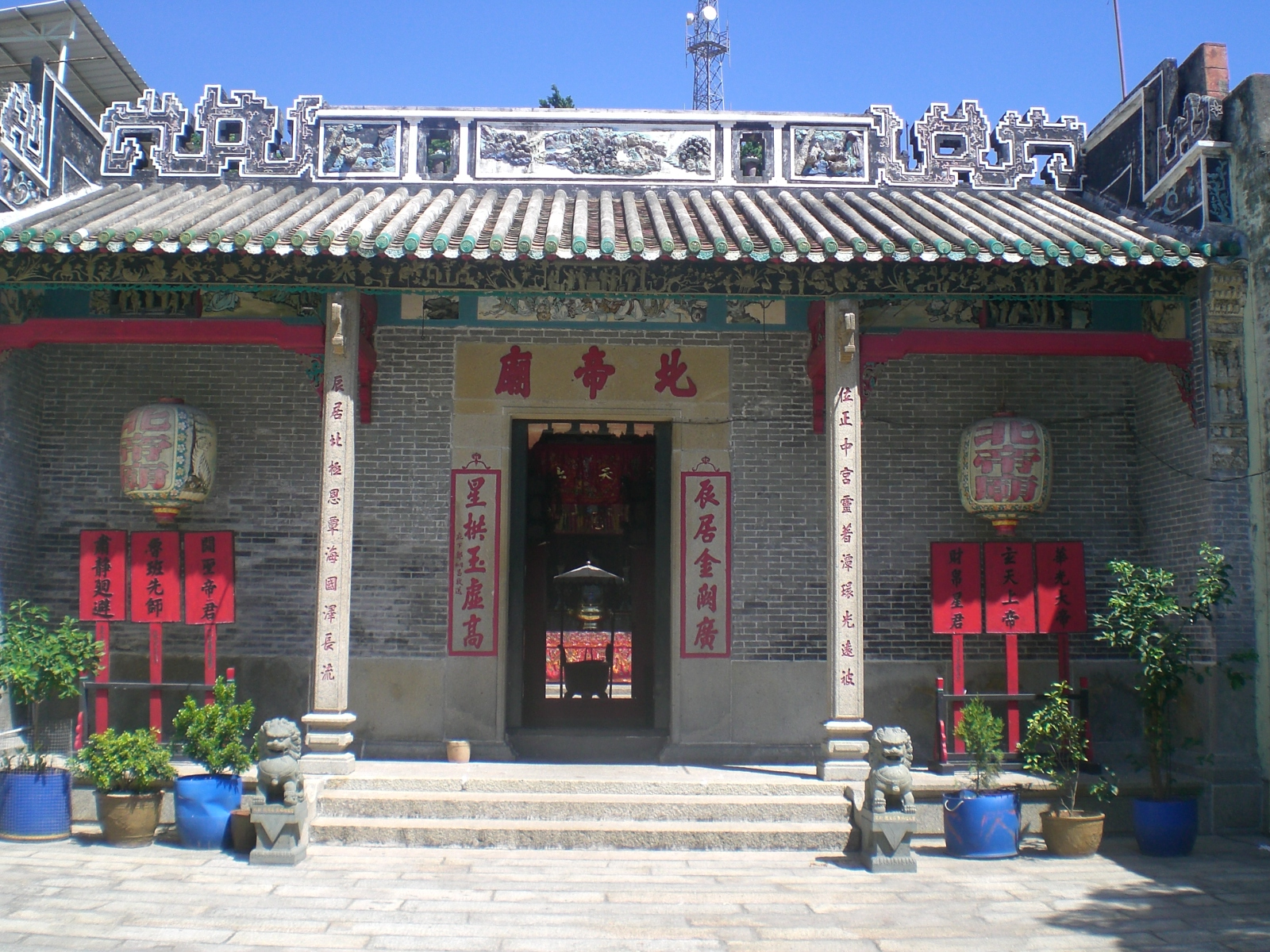
澳門北帝古廟

澳門只有一間北帝古廟，位於氹仔市區，是澳門最早出現的廟宇，據說有百年歷史，真確年期卻無法查證，而據廟內的碑牌記載則估計至少擁有160年歷史，即約清代道光二十四年（公元1844年）時，當時曾作修建。從前的氹仔島以漁民為主，故對漁獲最為關心，因此經常祭祀北帝並在當地建立北帝廟。
北帝古廟供奉北帝外，同時祭拜金花娘娘、華光天王、關聖大帝、財帛星君及魯班先師等神祇。每年的北帝誕，在廟外的空地都會搭上戲棚演神功戲，又有燒香酬神等賀誕活動一連數晚在舉行，熱鬧非常。

### 臺灣玄天上帝廟

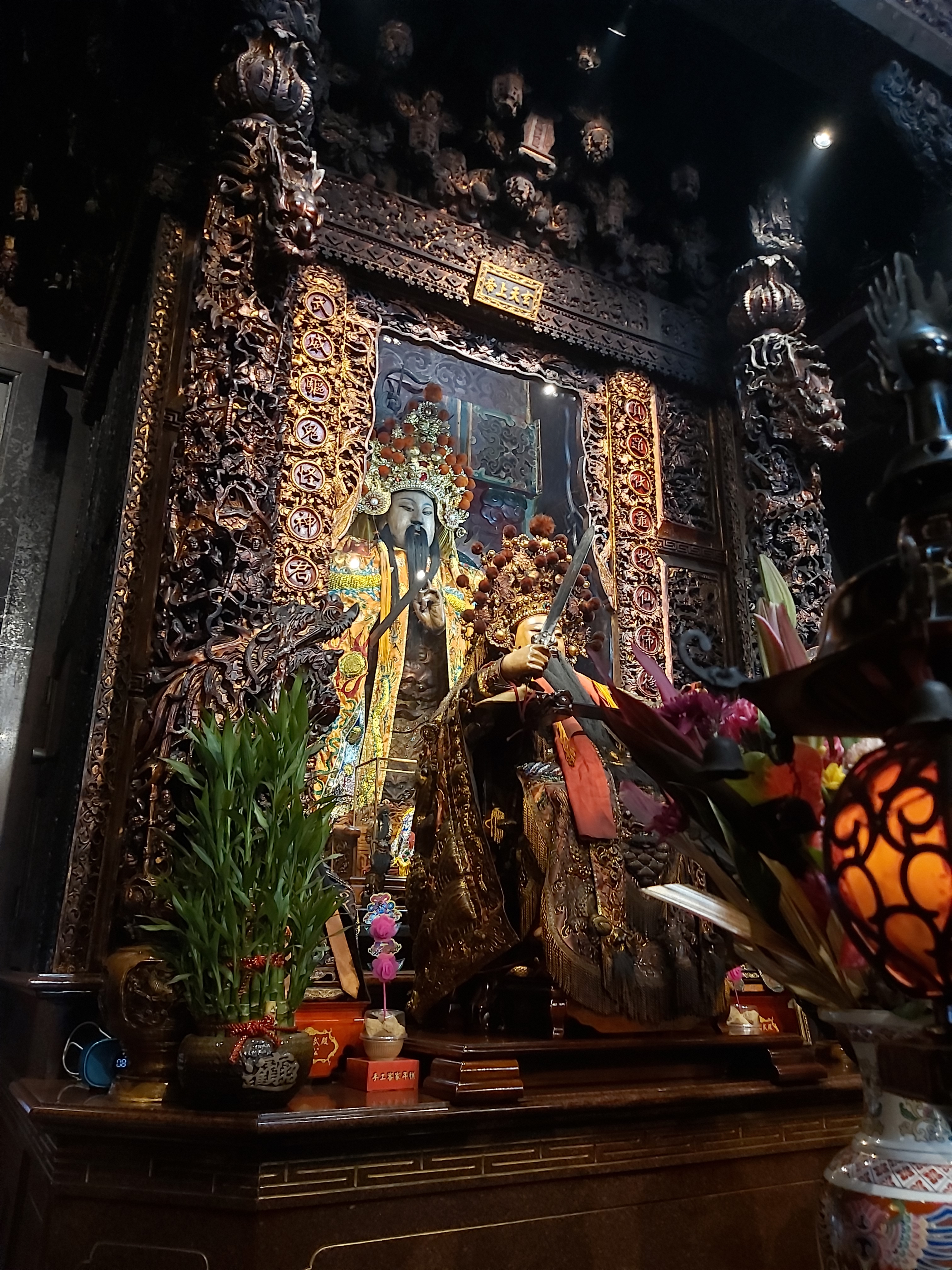
艋舺真武殿玄天上帝木像

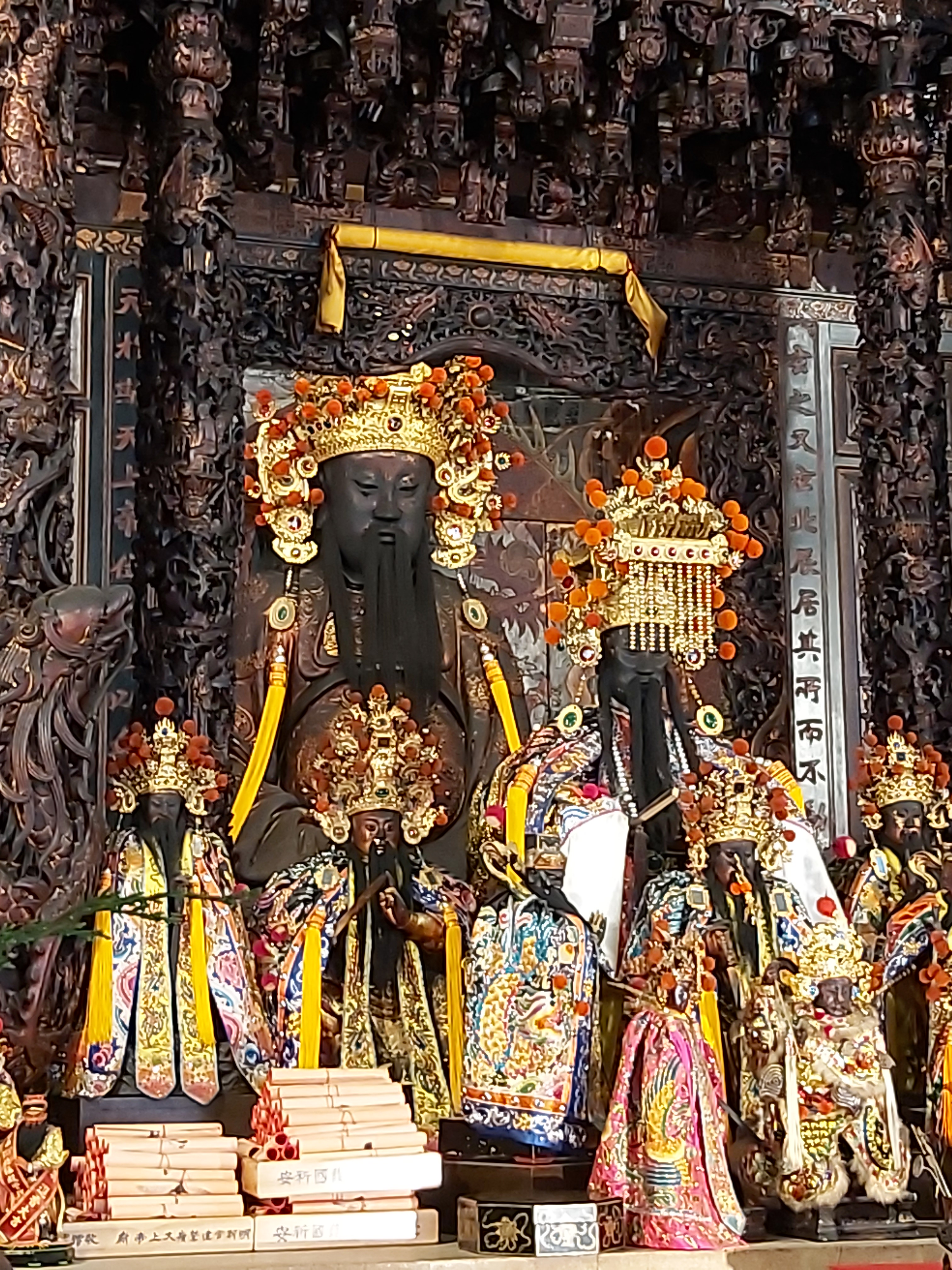
臺南北極殿正殿大上帝公（清康熙年製，高六呎）泥塑神尊與二上帝公（明鄭永曆年製）木造軟身神像

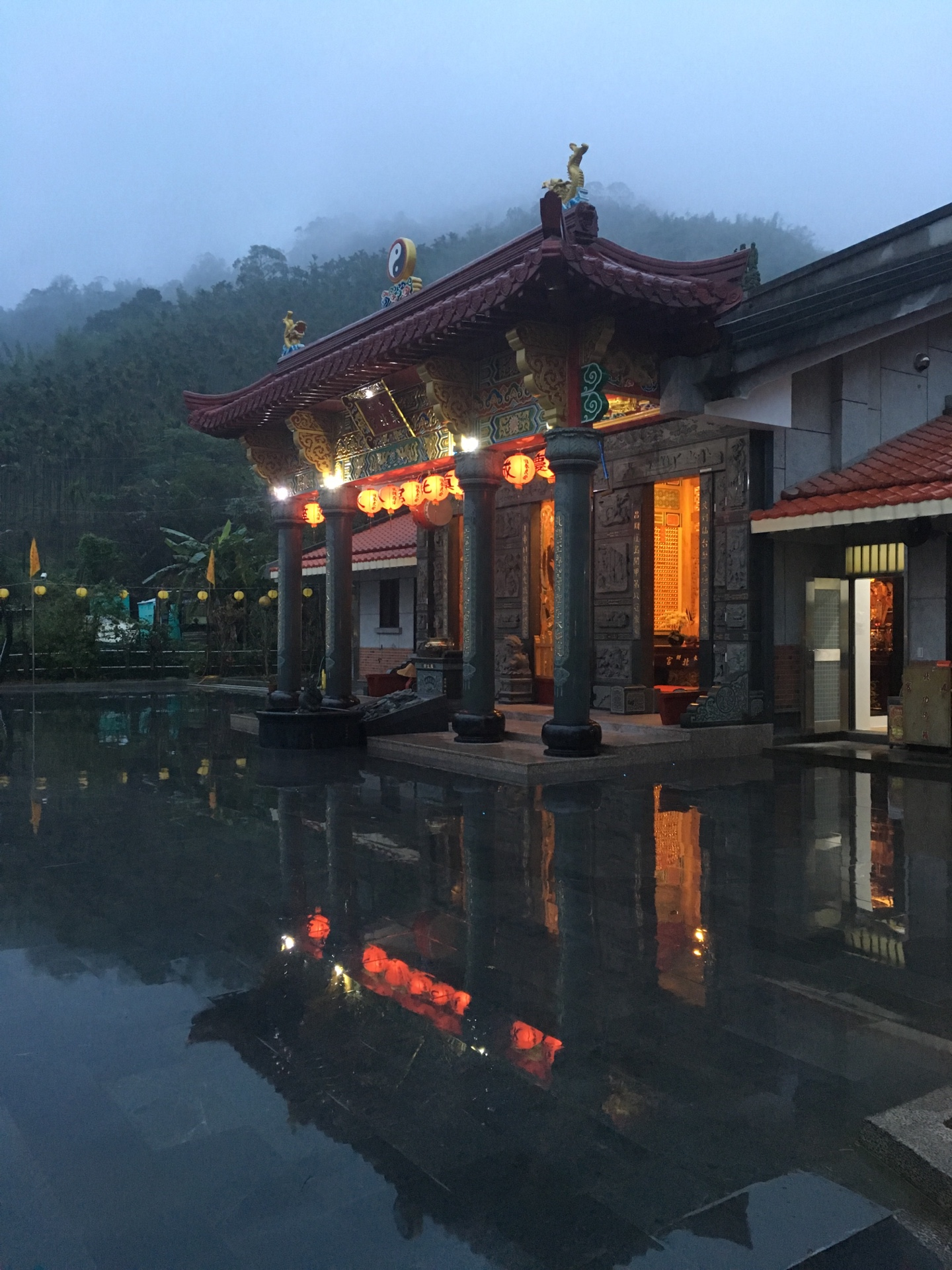
虛實倒影中的木柵真北宮

高雄市左營區元帝廟所屬之蓮池潭北極亭北極玄天上帝塑像

- 艋舺真武殿：位於臺北市萬華區西昌街「後菜園」地方的玄天上帝廟，興建於1912年。
- 三重北極真武廟：位於新北市三重區仁義街重陽重劃區，創建於1989年，奉祀主神北極玄天大上帝，上帝公亦從中國湖北省武當山分靈而來。
- 五股賀聖宮：是一間以玄天上帝為主神的大廟，位於臺灣新北市五股區洲子洋重劃區，於2018年落成。
- 集集武昌宮，主祀玄天上帝，是當地鎮民的信仰中心，曾多次改建。

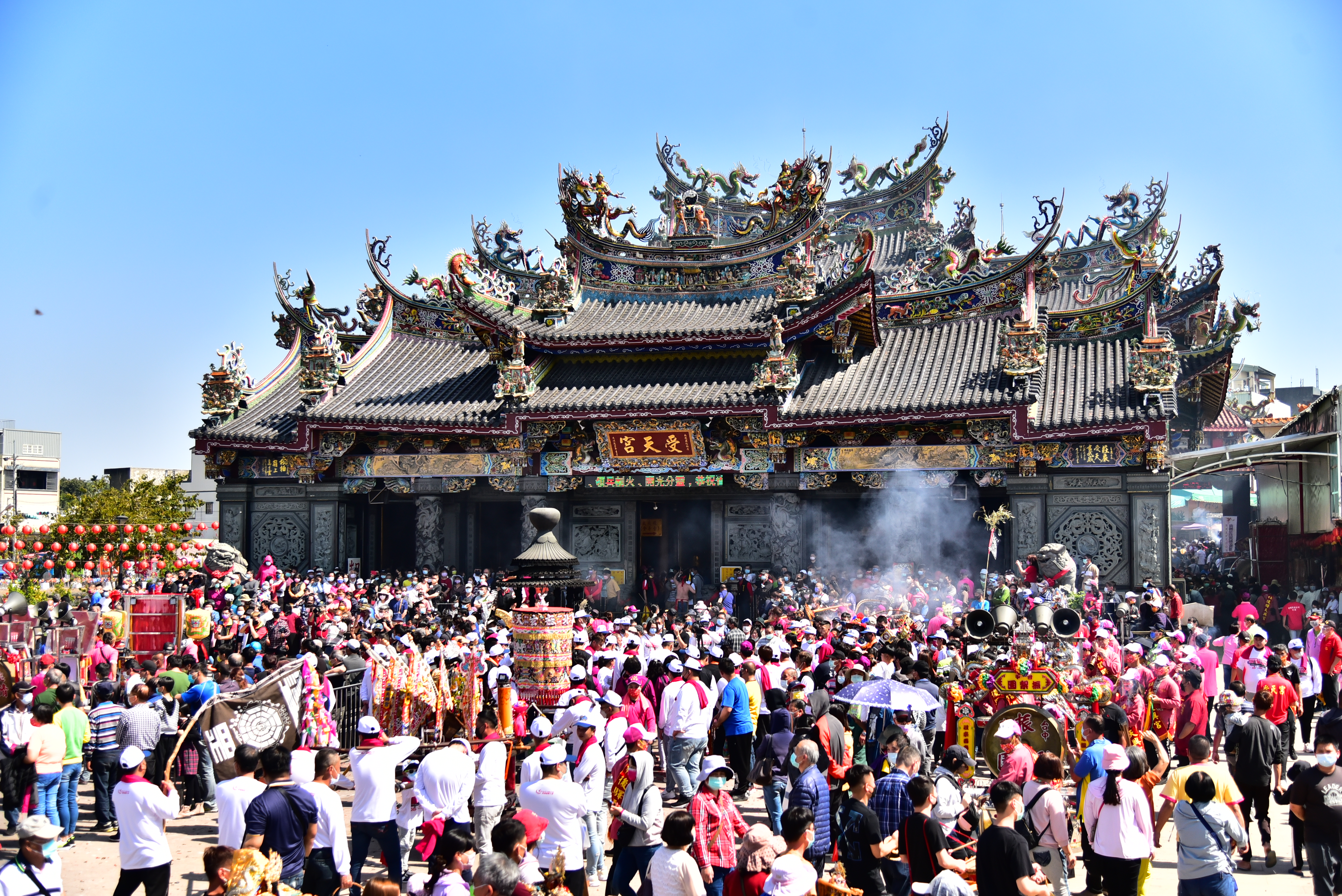
南投縣文化局登錄文化資產「松柏嶺受天宮玄天上帝香期」

- 松柏嶺受天宮，肇基於1657年，是台灣玄天上帝信仰主要的進香中心，每年約有五千個單位前往進香，以「南投縣松柏嶺受天宮玄天上帝進香期」登錄為民俗。
- 田尾北玄宮，位於田尾鄉仁里村的玄天上帝廟，建於日治時期，是田尾鄉仁里村一帶的信仰中心。
- 員林衡文宮，是唯一舉辦「送王船」的玄天上帝廟。
- 澎湖東甲北極殿，位於澎湖縣馬公市啟明街2號。為澎湖清代方志所載「澎湖四大古廟」之一，據稱約於明代末年便有香火紀錄。
- 三峽宰樞廟，清乾隆四十二年由福建省泉州府安溪縣芸尾村遷台之李氏族人興建，新北市文化局評定列為市定古蹟，為三峽首座列為古蹟之廟宇。
- 外澳接天宮，位於宜蘭縣頭城鎮外澳里，位於東北角暨宜蘭海岸國家風景區內，是一座北帝廟，奉祀玄天上帝，是外澳當地的信仰中心。
- 梧棲真武宮，建於清朝道光廿九年（1849年），是臺中市第一座古蹟廟宇。
- 下營北極殿玄天上帝廟，位於臺灣臺南市下營區，主神為玄天上帝，為下營地區規模最大的廟宇，民眾俗稱為「大廟」、「下營上帝廟」、「上帝公廟」，是下營六姓共治廟宇，三百多年來香火不斷。
- 臺南北極殿：國定古蹟，位於臺南市中西區，建於明鄭時期。主祀玄天上帝，廟中有寧靖王朱術桂於永曆二十三年（1669年）所贈「威靈赫奕」匾，該匾為全台灣現存最古老的匾額。
- 開基靈祐宮：市定古蹟，位於臺南市中西區，建於明鄭時期年。主祀玄天上帝，一般通說建廟早於大上帝廟（北極殿），故稱「開基」。
- 草寮後菱洲宮：位於臺南市北區，建於清光帝十四年（1834）。舊稱天王爺館或王爺館，該廟原主祀五府王爺，後改以玄天上帝為主神。
- 鹽埕北極殿,位於臺灣臺南市南區的鹽埕,據說創建於清康熙廿三年（1684年），而鹽埕地區過去靠臺江內海，居民多務農或晒鹽，信奉玄天上帝者眾多。乾隆四十三年（1778年），臺灣府知府蔣元樞曾重修。後來因當地繁榮，北極殿在道光三十年（1850年）改建為大廟。
- 玉井北極殿，位於臺南市玉井區，舊稱『大武壠祖廟北極殿』，開基神明為『三帝爺公』，建廟至今已有三百多年。
- 阿里山受鎮宮，位於嘉義縣阿里山鄉阿里山國家森林遊樂區，興建於1945年。
- 竹崎真武廟，位於嘉義縣竹崎鄉，興建於清康熙55年(1716年)，當地民眾信仰中心，元宵節有區域遶境，三月初二舉辦遶境，遶境隊伍會從真武廟出發，沿途經過竹崎鄉各村落，最後回到真武廟，全程超過50公里。
- 梅山玉虛宮，位於嘉義縣梅山鄉，創建於清朝乾隆22年。
- 左營元帝廟，位於高雄市左營區，又稱為左營大廟，廟方更在左營蓮池潭，世界最大尊的水中北極玄天上帝神像。
- 廍後北極殿，位於高雄市左營區，創建於清康熙58年以前，是當地民眾的信仰中心，為鳳邑舊城十三角落之一，香火鼎盛。
- 新吉莊北極殿，位於高雄市左營區，供奉來自左營區廍後的玄天上帝，為興隆內外里十三公廟之一。
- 埔鹽順澤宮，位於臺灣彰化縣埔鹽鄉，主祀玄天上帝，冠軍帽全台爆紅的知名宮廟。
- 溪口北極殿，位於台灣嘉義縣溪口鄉，主祀玄天上帝，距今已有近300年歷史。
- 社子島北極玄武堂，位於台北社子島內，主祀玄天上帝

小港龍湖廟獲得高雄市政府文化局頒贈「民俗類無形文化資產認證」（高雄市市定民俗）

- 財團法人小港龍湖廟，位於高雄市小港區，財團法人小港龍湖廟，於清朝乾隆60年（西元1795年）建廟迄今，已有200多年的歷史。前殿主祀大士爺、後殿北極殿主祀玄天上帝。
- 台東縣延平鄉玄濟宮

### 泰國玄天上帝廟

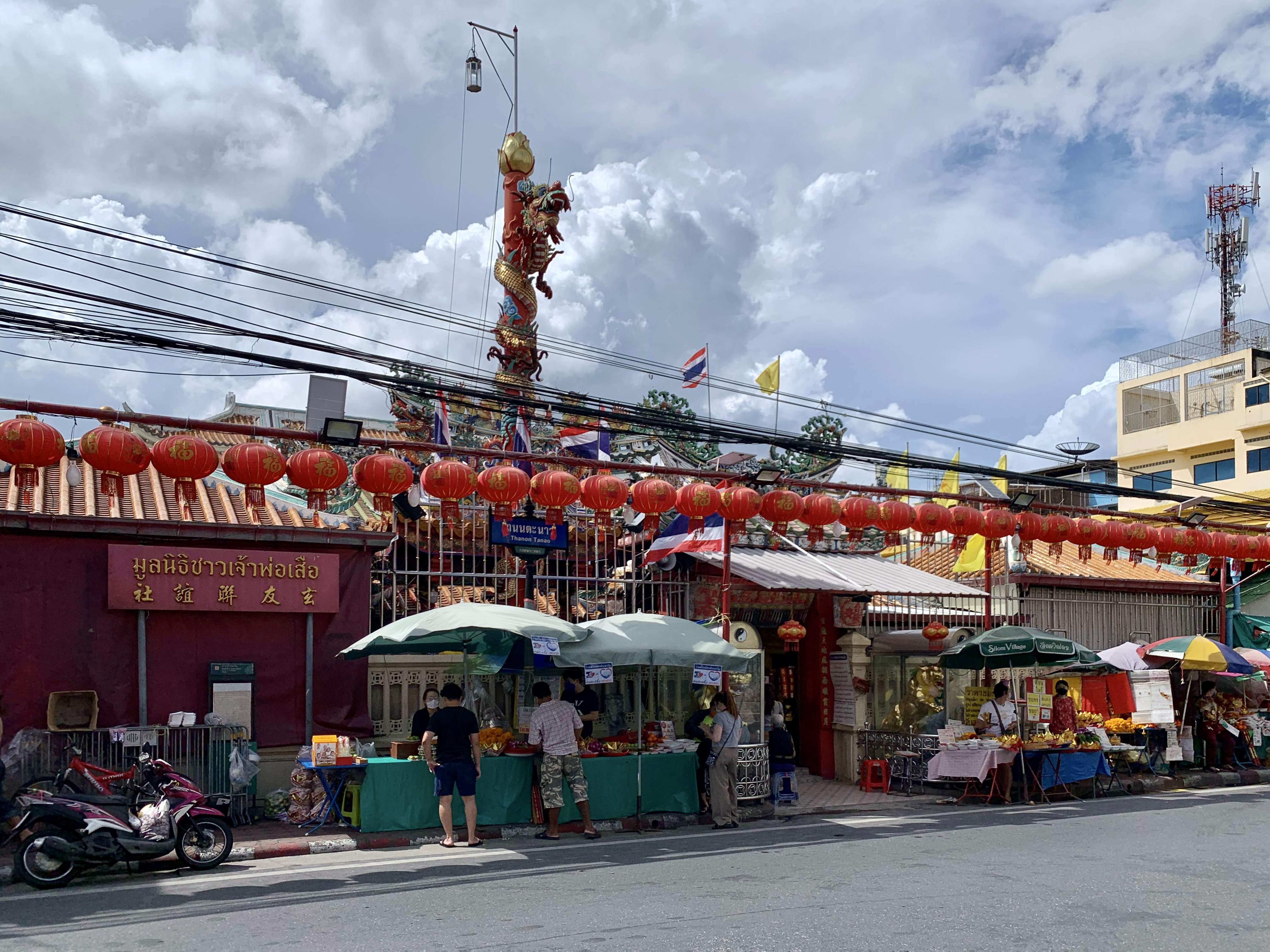
打惱路玄天上帝廟

- 玄天上帝廟 (ศาลเจ้าพ่อเสือ)位於泰國的首都曼谷之拍那空縣(oi San Chao Pho Suea, San Chao Pho Sua, Phra Nakhon, Bangkok 10200泰國)
- 打惱路玄天上帝廟 位於泰國的首都曼谷之拍那空縣的打惱路（又名：四枋廠（ถนนตะนาว Tanao Road））468號，在暹羅君主拉瑪五世的年代，由於擴闊馬路，把原本位於芒仑曼路的道觀，遷移到拉瑪五世捐出的現址。

### 馬來西亞玄天上帝廟
- 槟城大山脚伯公埕玄天庙
- 霹雳安顺武当山玄武宫
- 霹雳安顺司马登顺天宫
- 柔佛古廟，位於馬來西亞新山市直律街。柔佛古廟是新山最古老的建築物之一。
- 柔佛永平，武當宮
- 砂拉越古晋，上帝庙

### 新加坡玄天上帝廟

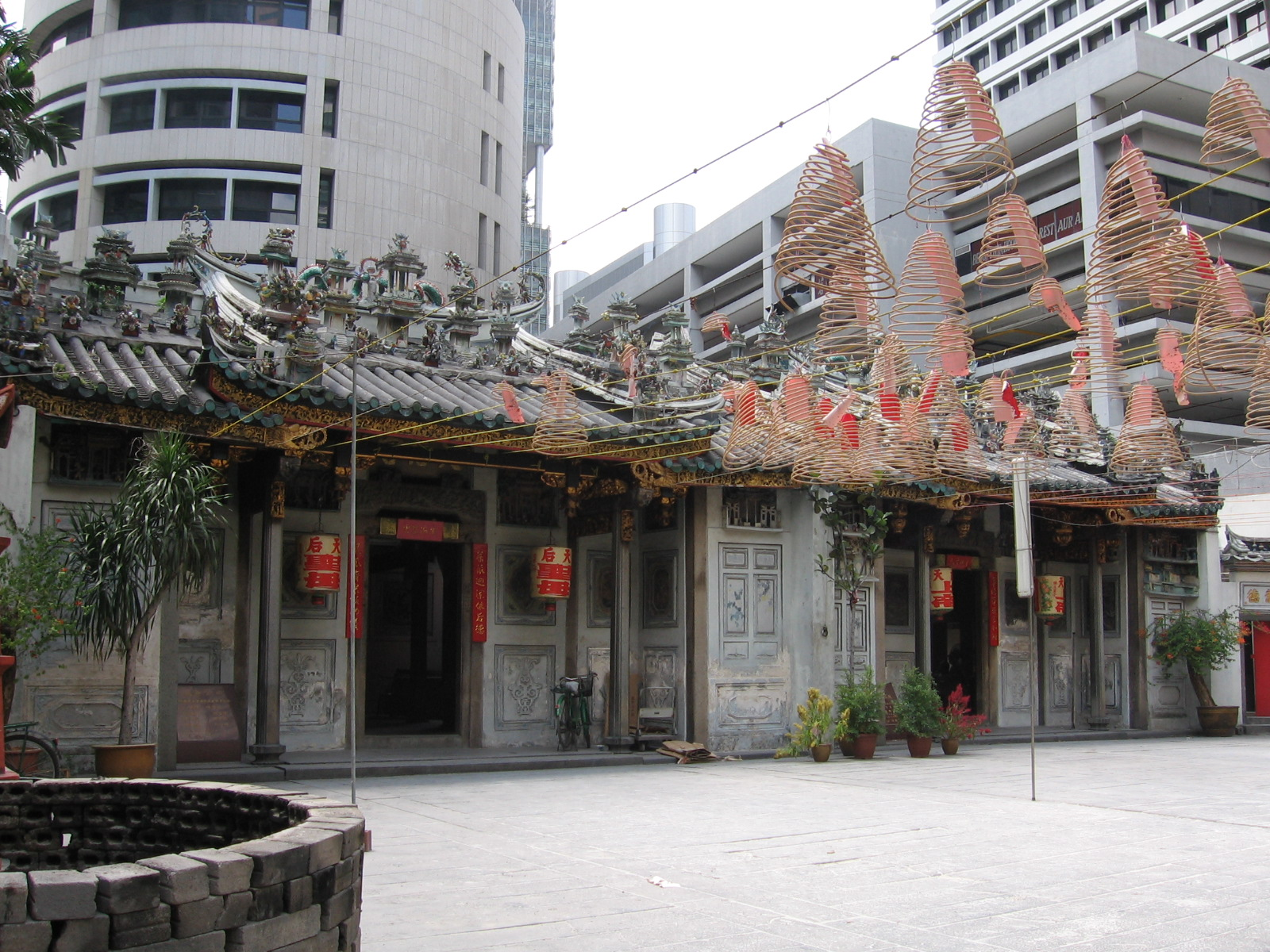
粤海清庙

- 粵海清廟，是該國最古老的道教寺廟之一。按照官方説法，粵海清廟在1826年正式重建為一間雙殿廟宇，主奉媽祖與玄天上帝，是新加坡最古老的媽祖廟與及玄天上帝廟。粵海清廟在1996年成為新加坡受保護的國家古蹟，經過大規模修復後，在2014年獲得聯合國亞太文化資產保存優異獎。
- 麟山亭

## 文學作品
《北遊記》書中主要講述了真武大帝得道後降妖除魔的神話故事，揭示了當時社會的民俗好尚，也流露出民眾對上層社會、世風世俗的諷刺與不滿。與余象斗的另一部小説《南遊記》、吳元泰的《東遊記》以及楊致和的《西遊記傳》，合稱《四遊記》。 康元帥、趙元帥與馬元帥則為玄天上帝之護法神。

### 引用
1. ↑  周曉薇，《中國歷史地理論叢：宋元明時期真武廟的地域分佈中心及其歷史因素》，2004年03期
2. 1 2 3 4 5 6 7 8 9  .   [2006-12-08]. （原始内容存档于2020-07-03）.
3. 1 2  .   [2006-12-08]. （原始内容存档于2021-04-13）.
4. 1 2  .   [2006-12-08]. （原始内容存档于2006-12-10）.
5. 1 2 3  .   [2006-12-08]. （原始内容存档于2004-10-23）.
6. 1 2  《九龍城區風物誌》：紅磡北帝廟 的存檔，存档日期2011-06-26.
7. 1 2  .   [2006-12-08]. （原始内容存档于2008-12-03）.
8. 1 2  香港電台《長者空中進修學院 - 道地香港》：紅磡[]
9. ↑  北帝誕看神功戲兼遊氹仔，《東方日報》，2006年3月24日
10. ↑  .   [2006-12-08]. （原始内容存档于2020-05-07）.

## 外部連結
- 松柏嶺受天宮 ：分靈地圖 （页面存档备份，存于）
- 真武山受玄宮 ：玄天上帝廟 （页面存档备份，存于）
- 賀登崧（Willem A. Grootaers）：〈真武神志——察哈爾鄉土傳統的流變 （页面存档备份，存于）〉。
- 傳統鄉村、節慶和醮會- 北帝 （页面存档备份，存于）
- 日本玄天上帝 （页面存档备份，存于）
- 輞井圍玄關帝廟重修5年開光 （页面存档备份，存于）